# Atmore (Alabama)

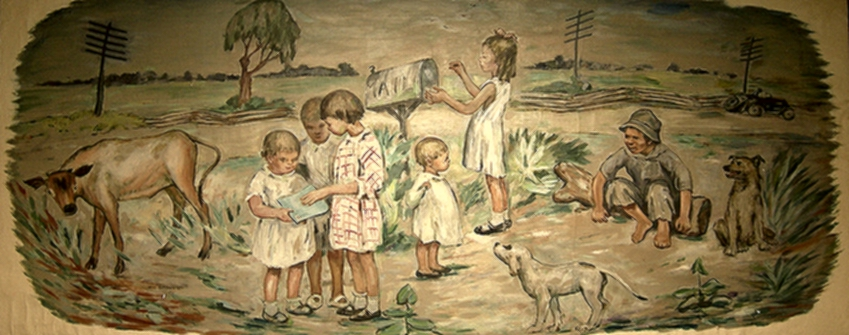
The Letter Box, tableau d'Anne Goldthwaite (1938) situé au bureau de poste d'Atmore.

Pour les articles homonymes, voir Atmore.
La ville d’Atmore est située dans le comté d’Escambia, dans l’État de l’Alabama, aux États-Unis. Sa population s’élevait à 10 194 habitants lors du recensement de 2010, estimée à 10 022 habitants en 2016.

## Démographie
| 1910  | 1920  | 1930  | 1940  | 1950  | 1960  | 1970  | 1980  |
| ----- | ----- | ----- | ----- | ----- | ----- | ----- | ----- |
| 1 060 | 1 775 | 3 035 | 3 200 | 5 720 | 8 173 | 8 293 | 8 789 |

| 1990  | 2000  | 2010   | - | - | - | - | - |
| ----- | ----- | ------ | - | - | - | - | - |
| 8 046 | 7 676 | 10 194 | - | - | - | - | - |